# Radio SBC
Radio SBC var en närradiostation i Stockholm. Bakom stod ett 15-tal radioentusiaster. De bildade i augusti 1979 Föreningen Ljudmixarna för att få sändningstillstånd på den då bara lite över två månader gamla närradion på 88 MHz. SBC genomförde sin tre timmar långa premiärsändning den 12 augusti 1979 och den sista sändningen skedde den 26 september 1982, då föreningen även upphörde.